# Rácz Mihály (költő)
Rácz Mihály (Szentpéterszeg, 1844. február 23. – Nagyvárad, 1909. január 29.) költő, újságíró, városi főjegyző.

## Élete
Szülei Rácz Gábor és Kis Zsuzsanna. Jogot végzett a debreceni kollégiumban. 1882-től 1900-ig Nagyvárad főjegyzője, 1900-tól haláláig a nagyváradi kerületi munkás betegsegélyező pénztár igazgatója volt. 1871-ben egyik megalapítója és 1871-től 1873-ig főszerkesztője a Nagyvárad című politikai lapnak, 1875-ben pedig Laszky Árminnal és Dus Lászlóval egyik alapítója és főmunkatársa a Szabadság című napilapnak. Jórészt az 1848-49-es szabadságharc eseményeivel foglalkozó cikkei és tanulmányai a Nagyváradban jelentek meg. Költeményeket írt a Figyelőbe (1874), a Vasárnapi Újságba (1867,1870,1894) és más vidéki lapokba.  
Rácz Mihály munkássága nyomán a Nagyvárad című újság körül olyan értelmiségiek tömörültek mint: Lukács Béla, Gyalokay Antal, Bevilaqua Rudolf, Ábrányi Kornél, Ember György, Sólyom Fekete Ferenc, Hlatky Endre, Rádl Ödön és Várady Zsigmond. 1894-ben Nagyvárad város képviseletében részt vett és koszorúzott Kossuth Lajos torinói temetésén. 1897-ben indul Nagyváradi polgármesteri címért - de Bulyovszky Józseffel szemben alulmarad.
Felesége Komlóssy Jozefa (1832-1894) három gyermekük született.

## Munkái
- Bimbók és csalányok. Pest 1867. (Költemények)
- Ötven költemény. Nagyvárad 1868. (Nyomtatva Pesten)
- Hárfahangok. Nagyvárad 1875. (Nyomtatva Pesten)